# Кипунада
Кипунада (брахм. Ki-pu-na-dha) — предположительно, последний царь Кушанской империи. Правил с 335 по 350 гг. Преемник Шаки Кушана.

## Биография
О Кипунаде ничего неизвестно, кроме его периода правления и одной монеты с его изображением. Также известно, кто был его преемником.
Кушанская империя была, скорее всего, завоевана гуптами и Кидаритами.
Сам Кипунада был, по всей видимости, убит. Кушанская империя пала в 350 году. Кипунада правил около 15 лет.